# Riscal
El Estudiotel Alicante, también conocido como Riscal o Apartotel Riscal, es un rascacielos de la ciudad española de Alicante. Se encuentra en un punto muy céntrico de la capital, en la calle Poeta Vila y Blanco, una bocacalle de la transitada avenida comercial de Federico Soto, y muy cerca de la plaza de los Luceros.
Este rascacielos situado en el centro de la ciudad fue proyectado por Francisco Muñoz Llorens en los años 1950, aunque no fue completado hasta 1962. Forma parte del estilo racionalista levantino. Con sus 117 m de altura y sus 35 plantas es el edificio más alto de la ciudad y una de las siluetas más visibles del centro. Le siguen en altura el Residencial El Barco y el Hotel Gran Sol.
Su mejor punto de vista es la fachada sur, donde se puede observar el juego geométrico y ondulante que forman los antepechos. Se diseñaron balcones en forma de arista y recubiertos con ladrillo caravista en color marrón. La posición de las aristas se alterna en las plantas para evitar la monotonía y genera un efecto óptico en forma de rombos si el edificio es visto desde abajo.Fue rehabilitado en 2009 para sanear los tabiques y consolidar las paredes exteriores.